# Konkordijin tempelj
 Konkordijin tempelj (latinsko Aedes Concordiae) v antičnem mestu Rimu se nanaša na vrsto svetišč ali templjev, ki so bili posvečeni rimski boginji Konkordiji in so bili postavljeni na zahodnem koncu rimskega foruma. Najzgodnejši je pripisan Marku Furiju Kamilu leta 367 pr. n. št., a zgodovina zapisuje tudi tempelj, ki je bil postavljen v Volcanalu leta 304, drugi pa zahodno od Volcanala, na kraju, ki ga je pozneje zasedel tempelj, naročen leta 217. Tempelj je bil predelan leta 121 pr. n. št. in znova pod prihodnjim cesarjem Tiberijem med 7. in 10. st. pr. n. št.

## Zgodovina
Ena tradicija pripisuje prvi Konkordijin tempelj zaobljubi, ki jo je Kamil naredil leta 367 pred našim štetjem, ob Lexu Licinia Sextia, zakonu, ki so ga sprejeli tribuni Gaija Licinija Stolona in Lucija Sexta Laterana, ki sta odprla konzulat plebejcem. V okviru konflikta v odredbah sta obe stranki preprečili izvolitev sodnikov za obdobje nekaj let. Imenovani diktator, ki se bo soočil z invazijo na Galce, Kamil, ki ga je spodbudil kolega patricij Mark Fabij Ambust, Stolov oče, odločen, da bo krizo rešil z izjavo o podpori zakonu in obljubi Konkordijin tempelj, ki simbolizira spravo med patriciji in plebejci. 
Kamilove zaobljube ne omenja Livij, ki namesto tega opisuje posvetitev templja Vulkanu na zahodnem koncu foruma v okrožju Volcanalu, ki ga je posvetil aedile Gnej Flavij leta 304 pr. n. št.. Dejanje Flavija je bilo žalitev senata, deloma zato, ker je zadevo opravil brez predhodnega posvetovanja, delno pa zaradi njegovega nizkega socialnega položaja: ne le, da je bil Flavij plebejec, temveč je bil sin osvobojenca in prej služil je kot pisar Apiju Klavdiju Slepem. Pontifex maximus, glavni rimski duhovnik, je bil prisiljen poučiti Flavija o pravilnih formulah za posvetitev templja . Cicero in Plinij starejši poročata, da je bil Flavij v času posvetitve pisar in ne aedil , in da je bil takoj sprejet zakon, ki ni nikomur prepovedoval posvetitev templja brez dovoljenja senata ali večine plebejske tribune. 
Toda tretji Koncordijin tempelj se je začel graditi leta 217 pr. n. št., zgodaj v drugi punski vojni, z duumviri Markom Pupijem in Caesom Quinctius Flamininusom, za izpolnitev zaobljube, ki jo je pred 218 letom izročil prerok Lucius Manlius Vulso. Razlog, zakaj je Manlius obljubil Konkordijin tempelj ni takoj očiten, ampak Livij namiguje na upor, ki se je očitno zgodil med pretorjevimi možmi. Tempelj je bil naslednje leto posvetil duumvirij Marcus in Gaiusu Atiliusu .
Umor Gaja Grakha leta 121 pr. n. št. je zaznamoval najnižjo točko v razmerju med nastajajočo rimsko aristokracijo in popularno stranko, takoj za njo pa je sledila rekonstrukcija Konkordijinega templja, ki jo je izvedel Lucij Opimij na pobudo senata. skrajno neiskren poskus omiliti svoja dejanja v simbolno dejanje sprave.
Iz tega obdobja je bil tempelj pogosto uporabljen kot prostor za srečanja senata in bratov Arval, in v kasnejših časih so prišla v hišo številna umetniška dela, ki jih opisuje Plinij.
Kip Viktorije, ki je bil postavljen na streho templja, je leta 211 pred našim štetjem je zadela strela in čustveno so poročali v soseski templja, leta 183 in 181. Do 7. stoletja pred našim štetjem se za tempelj malo slišalo, ko je prihodnji cesar Tiberij opravil še eno restavracijo, ki je trajala do 10. stoletja, ko je bila zgradba 16. januarja obnovljena kot Aedes Concordiae Augustae, Avgustov Konkordijin tempelj. 
Tempelj se občasno omenja v imperialnih časih in je morda ponovno obnovljen po požaru leta 284. Če bi bil tempelj še vedno v uporabi, bi bil zaprt med preganjanjem poganov pod krščanskimi cesarji konec 4. stoletja. Stavba pa je ostala stati. Do 8. stoletja naj bi bil tempelj v slabem stanju in v nevarnosti, da bi se podrl.
Tempelj je bil uničen okoli leta 1450, kamen pa so spremenili v apno za obnovo marmorja za gradnjo. 

## Arhitektura
Arhitektura je morala podpreti Tabularium ob vznožju Kapitolskega griča, zato se je morala prilagoditi omejitvam mesta. Cela templja je, na primer, skoraj dvakrat širša (45 m), saj je globoka le 24 m, kot je tudi pronaos. V celi se je iz neprekinjenega podnožja, ki štrli iz stene, dvignila vrsta korintskih stebrov, ki so celo razdelili v enote, od katerih vsaka vsebuje nišo. Kapiteli teh stebrov so imeli namesto volut na vogalih pare ovnov. Ostaja le ploščad, delno prekrita s cesto do Kapitola.

### Vpliv
Zdi se, da je bil glavni tempelj v Forumu v Rimu model za templje boginji drugod v imperiju - reprodukcija tega templja je bila najdena v Méridi v Španiji med izkopavanji mestnega foruma leta 2002.